# При исполнении 3
«При исполнении 3» (иер. трад. 皇家師姐III之雌雄大盜, упр. 皇家师姐III之雌雄大盗, кант.-рус.: Вон ка си че III чи Чхи хун тай тоу, англ. In the Line of Duty III) — гонконгский боевик 1986 года, снятый режиссёрами Бренди Юнем и Артуром Воном по сценарию Чань Кхиуина и Мэна Ло. Главные роли в фильме исполнили Синтия Хан, Хироси Фудзиока, Стюарт Онг и Митико Нисиваки.

## Сюжет
Ён Лайчхин продвигается по службе в полиции Гонконга и становится сотрудницей Группы по тяжким преступлениям. Проходящая в Японии выставка ювелирных изделий Ямамото прерывается, когда на мероприятие врывается хорошо подготовленная группа из мужчины Кадзуо Накагава и женщины Митико Нисиваки, чтобы украсть драгоценности, убивая при этом десятки людей.
Грабителям нужны деньги, чтобы купить оружие для нужд японской Красной Армии. Среди убитых оказывается полицейский-новичок Кен, чей наставник, Хироси Фудзиока, считает, что налёт устроил сам Ямамото ради денег по страховке, но не может расследовать это дело из-за его связей в политических кругах Японии. 
Когда Накагава и Нисиваки переправляют драгоценности в Гонконг своему скупщику Кикамуре, то узнают, что это искусная подделка. Ямамото также прибывает в Гонконг, Фудзиока следует за ним, а Ён Лайчхин назначают сопровождать японского полицейского. Когда Накагаву убивают, Нисиваки клянётся отомстить полицейской Ён, после чего она и Кикамура объединяются против гонконгской полиции.

## В ролях
| Актёр           | Роль                                      |
| --------------- | ----------------------------------------- |
| Синтия Хан      | Ён Лайчхин                                |
| Хироси Фудзиока | Хироси Фудзиока                           |
| Стюарт Онг      | Кадзуо Накагава                           |
| Митико Нисиваки | Митико Нисиваки                           |
| Юэ Хуа          | Ямамото                                   |
| Пол Цинь Пэй    | инспектор Кэмерон Чхёнь                   |
| Пхан Киньсань   | сотрудник Группы по тяжким преступлениям  |
| Дик Вэй         | Кикамура                                  |
| Сандра Ын       | сотрудница Группы по тяжким преступлениям |
| Мелвин Вон      | Майкл Вон                                 |
| Ло Чхинхоу      | Виктор                                    |
| Эрик Цан        | посетитель ресторана                      |
| Ричард Ын       | посетитель ресторана                      |
| Фун Сёйфань     | сотрудник службы безопасности Вона        |
| Салли Го        | модель                                    |
| Лэй Киньсан     | Кен, ученик Фудзиоки                      |
| Сизон Ма        | официантка, вручающая цветы               |

## Отзывы
Борис Хохлов считает, что фильм получился неплохим: в число недостатков критик вносит то, что создатели «переборщили с жестокостью», но при этом среди достоинств рецензент отмечает «недурно» поставленные боевые сцены и интересный сюжет, в котором отсутствуют логические провалы. Билл Палмер, Карен Палмер и Рик Мейерс в книге The Encyclopedia of Martial Arts Movies особо и в позитивном ключе отмечают финальную схватку в ангаре и в целом постановку боёв в фильме.